# Pingalla
Pingalla é um género de peixe da família Terapontidae.
Este género contém as seguintes espécies:
- Pingalla gilberti Whitley, 1955
- Pingalla lorentzi (Weber, 1910)
- Pingalla midgleyi Allen and Merrick, 1984